# جاند رات
جاند رات (بالبنغالية: চাঁদ রাত) (بالأردية: چاند رات) (بالهندية: चाँद रात) هي كلمة بالهندية تعني ليلة القمر بالعربية. و هي احتفال يقيمه المسلمون في الهند و بنغلاديش و باكستان في ليلة آخر يوم من شهر رمضان قبل العيد وذلك لرؤية الهلال.
تعني كلمة جاند رات الليلة المقمرة.

## كيفية الاحتفال
يكون الاحتفال بتجمع الناس من أصحاب وأقارب في مناطق مفتوحة لمراقبة شروق أو بزوغ القمر لإعلان نهاية شهر رمضان وبداية أول يوم من شهر شوال الذي يصادف عيد الفطر.
عند رؤية الهلال يهنئ الناس بعضهم البعض بقولهم (جاند رات مبارك) أو بمعنى ليلة مباركة مع القمر الجديد.

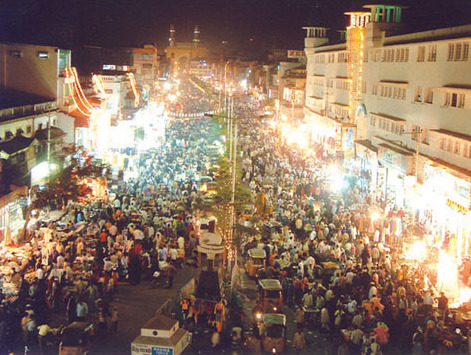
احتفال الجاند رات أو رؤية الهلال عند المسلمين في الهند

## وصلات خارجية
- مشاهدة القمر